# Tatort: Lass sie gehen
Lass sie gehen ist ein Fernsehfilm aus der Krimireihe Tatort. Der vom Südwestrundfunk produzierte Beitrag ist die 1280. Tatort-Episode und wurde am 17. November 2024 im SRF, im ORF und im Ersten ausgestrahlt. Das Stuttgarter Ermittlerduo Lannert und Bootz ermittelt in seinem 33. Fall.

## Handlung
Hanna Riedle wird in Stuttgart erwürgt aufgefunden. Im Streit mit ihrer Mutter Luise Riedle hatte sie ihr Heimatdorf Waldingen verlassen, um in Stuttgart mit einer Schreinerlehre ein neues Leben zu beginnen. Die Polizisten ermitteln, Lannert in Waldingen, Bootz in Stuttgart.
Lannert erfährt dort von einem heftigen Streit, den Hanna mit einem unbekannten Mann hatte. Während Robert Gmähle, Hannas früherer Verlobter, für diese Zeit ein Alibi hat, macht sich Hannas früherer Schulfreund Marek Gorsky verdächtig. Als Lannert und Bootz ihn befragen wollen, versucht er vergeblich, mit dem Auto zu fliehen. Bei seiner polizeilichen Befragung stellt sich allerdings heraus, dass er Hanna zwar gegen deren Willen aufgesucht hatte, jedoch nicht in der Nähe des Tatorts war. Als Gorsky von der Vernehmung nach Waldingen zurückkommt, hält das ganze Dorf den polnisch-stämmigen Mitbürger für Hannas Mörder. Gorsky wird deshalb bedroht und sogar verprügelt. In der Konsequenz nötigt Luise Riedle mit einem Suizidversuch ihren Mann, Gorsky zu erschießen und im Wald zu begraben.
Eine gute Woche später fasst die Polizei aufgrund eines ähnlichen Falles Hannas wahren Mörder, einen Pizzaboten aus Stuttgart.

## Produktion und Hintergrund

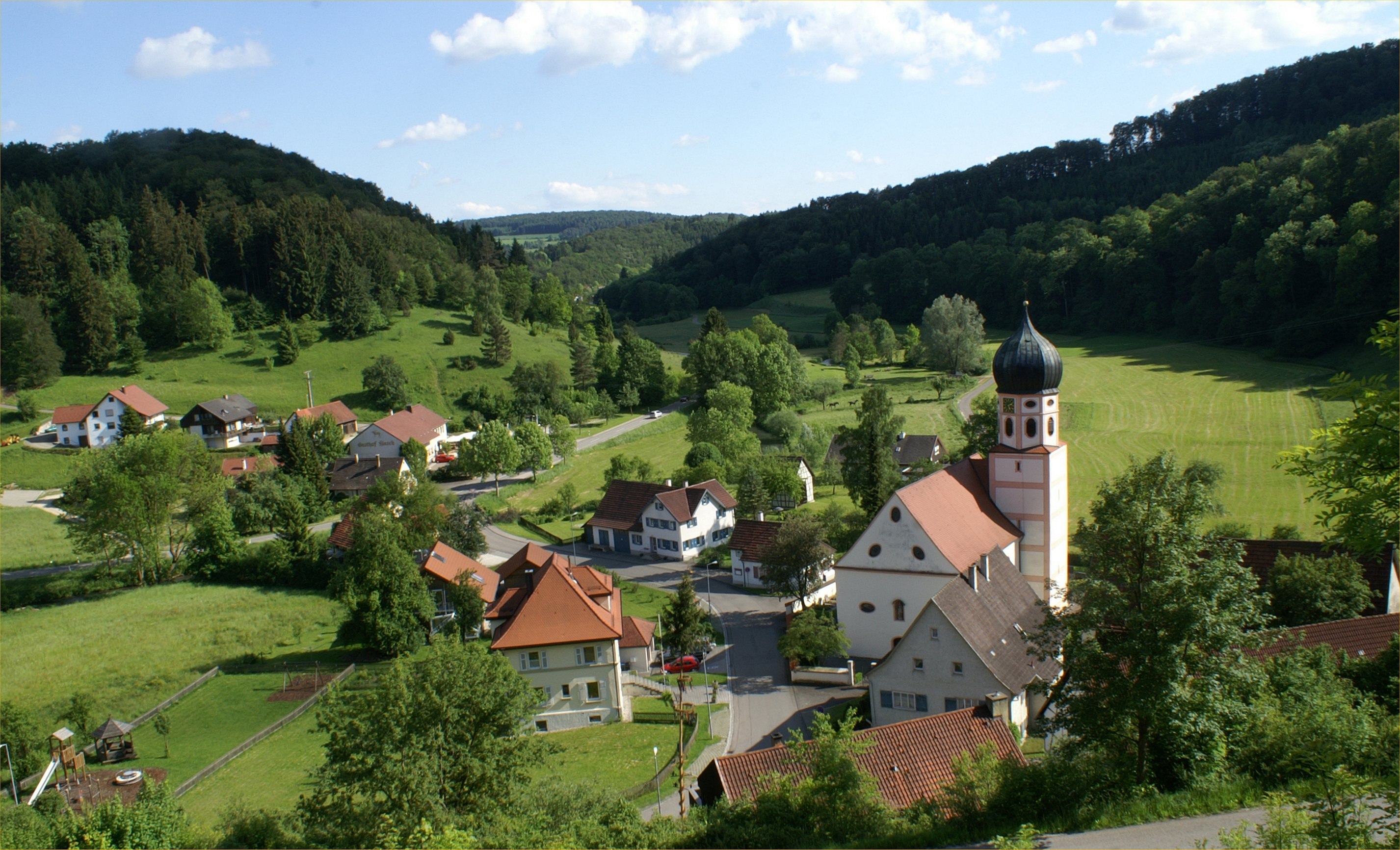
Drehort Bichishausen

Der Film wurde vom 28. Februar 2023 bis zum 31. März 2023 gedreht. Als Drehort für das fiktive Dorf Waldingen wählte die Produktion den kleinen Ort Bichishausen auf der Schwäbischen Alb. Als Motiv für die Bibliothek diente die Stadtbibliothek am Mailänder Platz in Stuttgart, als Sportplatz von Waldingen derjenige im Gernsbacher Stadtteil Obertsrot nahe beim Produktionsstandort Baden-Baden, wo die Innenaufnahmen des Kommissariats im Studio stattfinden.
Die Premiere erfolgte am 21. März 2024 auf dem Deutschen FernsehKrimi-Festival 2024 in Wiesbaden. Zudem wurde der Film am 17. Mai 2024 auf dem SWR Sommerfestival in Stuttgart gezeigt.
Produziert wurde Lass sie gehen vom SWR mit Brigitte Dithard als verantwortliche Redakteurin und Timo Held als ausführendem Produzenten. Das Drehbuch wurde von Norbert Baumgarten geschrieben und Regie führte Andreas Kleinert.
Die Bildgestaltung übernahm Michael Merkel, die Musik schrieb Daniel Michael Kaiser, die Montage verantwortete Sabine Engel-Garscha und das Casting Karen Wendland. Zuständig für das Szenenbild war Cosima Vellenzer und für das Kostümbild Anne-Gret Oehme.

## Rezeption

### Kritiken
Martina Kalweit vergibt auf tittelbach.tv fünf von sechs Sternen und bezeichnet Lass sie gehen als sorgfältig beobachtete Trauerstudie. Regisseur Kleinert spiele dabei behutsam mit Ton und Farbe.
Oliver Alexander von Quotenmeter.de zeigt sich wenig überzeugt. Der Film wirke wie eine verschwendete Gelegenheit, aus den Themen von Verlust, Neuanfang und alten Konflikten eine tiefschürfende Geschichte zu stricken. Die Figuren blieben eindimensional und die Ermittlungen verlören sich in der Banalität des Geschehens. Am Anfang stehe zwar eine solide Grundidee, aber das Ergebnis sei weder besonders aufregend noch packend – der Zuschauer bliebe ebenso uninspiriert zurück wie die Geschichte selbst. Er vergibt lediglich 35 von möglichen 100 Punkten.
Auf Kino.de bezeichnet Marek Bang den Film als einen herausragend vorgetragenen Krimi, der dahin gehe, wo es weh tue. Alleine für die Darstellung von Julika Jenkins als verbitterte Mutter lohne sich das Einschalten. Wer sich auf die Schwere der Geschichte einlasse, werde mit einem packenden und vor allem berührenden Tatort belohnt, der zum stärksten zähle, was bislang an einem Sonntagabend bei der ARD gesendet wurde.
Christian Buß vergibt auf Spiegel.de 6 von 10 möglichen Punkten. Er spricht von einem Provinzdruckkammerspiel, das mit eigenwilligen Bildern aufwarte, ohne dass der Plot diesen hinterherkomme. Zudem merkt er kritisch an, dass die Engstirnigkeit der Dorfbewohner zu konventionell zum Thema gemacht werde. Die Ermittler blieben nur Fremdkörper und die Auflösung wirke ein bisschen wie hingeworfen.
Die Neue Zürcher Zeitung attestiert dem Tatort eine „spezielle Vorliebe für das deutsche Landleben mit seinem angeblich rechtsradikalen Spiessertum“. Dem Film sei „seine Kunstanstrengung anzumerken“ und er ziehe sich „wie eine filmgewordene Novemberdepression dahin“. Zusammenfassend stellt die NZZ die Frage: „Ist das noch echt oder schon Satire?“
Ebenfalls wenig begeistert zeigt sich Matthias Dell für Die Zeit. Er fühle sich bei Betrachtung dieses „Tatorts“ an Krimis aus längst vergangenen Zeiten wie Derrick und Der Kommissar erinnert und bezeichnet die Grundtendenz dieses „Tatort“ als moralinsauer. Inhaltlich kritisiert er, dass die Figur des Mordopfers Hanna Riedle unbestimmt bleibe und der „Ärger, die Angst, das Unwohlsein der Frau“ kaum ausgeleuchtet werde. Ebenfalls kritisiert wird, dass kurz vor dem Ende unmotiviert ein Überraschungstäter aus dem Hut gezaubert werde. Zur Leistung der Darsteller fasst Dell zusammen: „Schauspieler führen das Schluchzen und Schreien vor, das sie auf Theaterbühnen gelernt haben“.

### Kritik an der Darstellung des Dorflebens
Als Statisten an den Dreharbeiten beteiligte Mitglieder des Münsingener Tennisclubs übten Kritik an der ihrer Meinung nach klischeehaften und unzeitgemäßen Darstellung, die ein „Affront gegenüber den Menschen im ländlichen Raum und insbesondere auf der Schwäbischen Alb“ sei, und schrieben deswegen einen Beschwerdebrief an die ARD und die Produktionsleitung. Der SWR entgegnete, eine genaue Abbildung der Realität sei nicht Anspruch des fiktiven Films gewesen. Drehbuchautor und Regisseur hätten sich die Freiheit der künstlerischen Zuspitzung genommen.

### Einschaltquoten
Die Erstausstrahlung von Lass sie gehen am 17. November 2024 wurde in Deutschland von 9,32 Millionen Zuschauern gesehen und erreichte einen Marktanteil von 32,7 % für Das Erste.

### Auszeichnungen
Regisseur Andreas Kleinert und Drehbuchautor Norbert Baumgarten waren für den Deutschen FernsehKrimi-Preis 2024 nominiert.